# Кубок володарів кубків 1970—1971
Кубок володарів кубків 1970—1971 — 11-ий розіграш Кубка володарів кубків УЄФА, європейського клубного турніру для переможців національних кубків. 

## Учасники
| №п/п | Клуб                       | Турнір                                     |
| ---- | -------------------------- | ------------------------------------------ |
| 1    | «Манчестер Сіті»           | Володар Кубка володарів кубків 1969—1970   |
| 2    | «Челсі»                    | Володар Кубка Англії 1969—1970             |
| 3    | «Будапешт Гонвед»          | Фіналіст Кубка Угорщини 1969               |
| 4    | «Болонья»                  | Володар Кубка Італії 1969—1970             |
| 5    | «Абердин»                  | Володар Кубка Шотландії 1969—1970          |
| 6    | «Кікерс»                   | Володар Кубка ФРН 1970                     |
| 7    | ПСВ                        | Фіналіст Кубка Нідерландів 1969—1970       |
| 8    | «Гурник»                   | Володар Кубка Польщі 1969—1970             |
| 9    | «Кардіфф Сіті»             | Володар Кубка Уельсу 1969—1970             |
| 10   | «Реал Мадрид»              | Володар Кубка Іспанії 1969—1970            |
| 11   | «Форвертс»                 | Володар Кубка НДР 1969—1970                |
| 12   | «Готтвалдов»               | Володар Кубка Чехословаччини 1969—1970     |
| 13   | «Брюгге»                   | Володар Кубка Бельгії 1969—1970            |
| 14   | «Бенфіка»                  | Володар Кубка Португалії 1969—1970         |
| 15   | «Олімпія»                  | Фіналіст Кубка Югославії 1969—1970         |
| 16   | «ЦСКА Септемврійско знаме» | Фіналіст Кубка Болгарії 1969—1970          |
| 17   | «Карпати»                  | Володар Кубка СРСР 1969                    |
| 18   | «Нант»                     | Фіналіст Кубка Франції 1969—1970           |
| 19   | «Стяуа»                    | Володар Кубка Румунії 1969—1970            |
| 20   | «Гезтепе»                  | Володар Кубка Туреччини 1969—1970          |
| 21   | «Ваккер»                   | Володар Кубка Австрії 1969—1970            |
| 22   | «Аріс»                     | Володар Кубка Греції 1969—1970             |
| 23   | «Цюрих»                    | Володар Кубка Швейцарії 1969—1970          |
| 24   | «Лінфілд»                  | Володар Кубка Північної Ірландії 1969—1970 |
| 25   | «Ольборг»                  | Володар Кубка Данії 1969—1970              |
| 26   | «Отвідабергс»              | Володар Кубка Швеції 1969—1970             |
| 27   | «Стремсгодсет»             | Володар Кубка Норвегії 1969                |
| 28   | «Богеміан»                 | Володар Кубка Ірландії 1969—1970           |
| 29   | «Партизані»                | Володар Кубка Албанії 1969—1970            |
| 30   | «Гака»                     | Володар Кубка Фінляндії 1969               |
| 31   | «Уніон»                    | Володар Кубка Люксембургу 1969—1970        |
| 32   | «Гіберніанс»               | Володар Кубка Мальти 1969—1970             |
| 33   | «Акурейрі»                 | Володар Кубка Ісландії 1969                |
| 34   | «Пезопорікос»              | Володар Кубка Кіпру 1969—1970              |

## Попередній раунд
| Команда 1                | Заг. | Команда 2  | 1-й матч | 2-й матч |
| ------------------------ | ---- | ---------- | -------- | -------- |
| 23 серпня/2 вересня 1970 |      |            |          |          |
| Отвідабергс              | 1:3  | Партизані  | 1:1      | 0:2      |
| 26 серпня/2 вересня 1970 |      |            |          |          |
| Богеміан                 | 3:4  | Готтвалдов | 1:2      | 2:2      |

## Перший раунд
| Команда 1          | Заг.         | Команда 2          | 1-й матч | 2-й матч |
| ------------------ | ------------ | ------------------ | -------- | -------- |
| 16/22 вересня 1970 |              |                    |          |          |
| Цюрих              | 14:1         | Акюрєйрі           | 7:1      | 7:0      |
| 16/23 вересня 1970 |              |                    |          |          |
| Манчестер Сіті     | 2:2 (ч)      | Лінфілд (Белфаст)  | 1:0      | 1:2      |
| Олімпія (Любляна)  | 2:9          | Бенфіка (Лісабон)  | 1:1      | 1:8      |
| Кардіфф Сіті       | 8:0          | Пезопорікос        | 8:0      | 0:0      |
| Кікерс (Оффенбах)  | 2:3          | Брюгге             | 2:1      | 0:2      |
| Гіберніанс         | 0:5          | Реал Мадрид        | 0:0      | 0:5      |
| Форворц Берлін     | 1:1 (ч)      | Болонья            | 0:0      | 1:1      |
| Карпати (Львів)    | 3:4          | Стяуа              | 0:1      | 3:3      |
| ЦСКА (Софія)       | 11:1         | Гака               | 9:0      | 2:1      |
| Абердин            | 4:4 пен. 4:5 | Будапешт Гонвед    | 3:1      | 1:3 дч   |
| Стремсгодсет       | 3:7          | Нант               | 0:5      | 3:2      |
| Ольборг            | 1:9          | Гурник (Забже)     | 0:1      | 1:8      |
| Гезтепе            | 5:1          | Уніон (Люксембург) | 5:0      | 0:1      |
| Ваккер (Інсбрук)   | 5:3          | Партизані          | 3:2      | 2:1      |
| Готтвалдов         | 2:2 (ч)      | ПСВ                | 2:1      | 0:1      |
| Аріс               | 2:6          | Челсі              | 1:1      | 1:5      |

## Другий раунд
| Команда 1                  | Заг.         | Команда 2        | 1-й матч | 2-й матч |
| -------------------------- | ------------ | ---------------- | -------- | -------- |
| 21 жовтня/4 листопада 1970 |              |                  |          |          |
| Брюгге                     | 4:3          | Цюрих            | 2:0      | 2:3      |
| ЦСКА (Софія)               | 0:2          | Челсі            | 0:1      | 0:1      |
| Будапешт Гонвед            | 0:3          | Манчестер Сіті   | 0:1      | 0:2      |
| Гезтепе                    | 0:4          | Гурник (Забже)   | 0:1      | 0:3      |
| ПСВ                        | 7:0          | Стяуа            | 4:0      | 3:0      |
| Бенфіка (Лісабон)          | 2:2 пен. 3:5 | Форворц Берлін   | 2:0      | 0:2      |
| Кардіфф Сіті               | 7:2          | Нант             | 5:1      | 2:1      |
| Реал Мадрид                | 2:1          | Ваккер (Інсбрук) | 0:1      | 2:0      |

## 1/4 фіналу
| Команда 1             | Заг.                    | Команда 2      | 1-й матч | 2-й матч |
| --------------------- | ----------------------- | -------------- | -------- | -------- |
| 10/24 березня 1971    |                         |                |          |          |
| Брюгге                | 2:4                     | Челсі          | 2:0      | 0:4 дч   |
| ПСВ                   | 2:1                     | Форворц Берлін | 2:0      | 0:1      |
| Кардіфф Сіті          | 1:2                     | Реал Мадрид    | 1:0      | 0:2      |
| 10/24/31 березня 1971 |                         |                |          |          |
| Гурник (Забже)        | 2:2 (1:3 - третій матч) | Манчестер Сіті | 2:0      | 0:2 дч   |

## 1/2 фіналу
| Команда 1         | Заг. | Команда 2      | 1-й матч | 2-й матч |
| ----------------- | ---- | -------------- | -------- | -------- |
| 14/28 квітня 1971 |      |                |          |          |
| Челсі             | 2:0  | Манчестер Сіті | 1:0      | 1:0      |
| ПСВ               | 1:2  | Реал Мадрид    | 0:0      | 1:2      |

## Фінал
| 19 травня 1971 |

| Челсі     | 1:1 дч   | Реал Мадрид |
| --------- | -------- | ----------- |
| Осгуд 56' | Протокол | Соко 90'    |

| Георгіос Караїскакіс, Пірей Глядачів: 42 000 Арбітр: Рудольф Шойрер |

### Перегравання
| 21 травня 1971 |

| Челсі                | 2:1      | Реал Мадрид |
| -------------------- | -------- | ----------- |
| Демпсі 33' Осгуд 39' | Протокол | Флейтас 75' |

| Георгіос Караїскакіс, Пірей Глядачів: 19 917 Арбітр: Рудольф Шойрер |

| Володар Кубка володарів кубків 1970—1971 |
| ---------------------------------------- |
| Англія                                   |
| Челсі 1-й титул                          |